# Sferisterio di via Palermo
Lo sferisterio di via Palermo (dal 2011 La Pelota Jai alai) è un impianto sportivo situato a Milano in via Palermo nel quartiere di Brera, poco lontano dal parco Sempione. Costruito nel 1945, ha ospitato le partite di palla basca jai alai dal 1947 al 1997 e dopo una ristrutturazione protrattasi per anni, dal 2001 ospita eventi di vario genere.
Il campo da gioco è grande 48,4×14,9 m con una superficie di 724 m², gli spettatori arrivavano a un massimo di 1.200.

## Storia
Lo sferisterio venne costruito nel 1945 e venne inaugurato nel 1947 al posto del vecchio Kursaal Diana utilizzato dal 1907, fortemente voluto dall'imprenditore milanese Del Pozzo.
Entrato in crisi nel 1974, lo sferisterio venne acquistato nel 1976 dall'imprenditore napoletano Salvatore Laino che con l'aiuto del suo amico Sabino Elizburu portò a Milano grandi giocatori come Arrata Zubiza, Ara Echeva, Ugarte Odri, Luis Zarasola, Santiago Oleaga e Dano.
Con l'arrivo di tutti questi grandi campioni a Milano lo sferisterio arrivava a 800 persone a sera e raggiungeva il massimo di 1.200 nel fine settimana.
Dopo il 1990 tornò in crisi e venne definitivamente chiuso da Salvatore Laino il 31 maggio 1997 e i campioni rimasti a Milano aprirono un ristorante.
Dal 1998 al 2001 venne restaurato dalla Gilmar Divisione Industria di San Giovanni in Marignano (RN) e il design interno è opera di Marina Nova (Studio Trabattoni).
Riaperto nel 2001 è stato utilizzato per eventi di primaria importanza per la sua centralità e per la sua vicinanza al "triangolo della moda" milanese, infatti dal 2001 a oggi ha ospitato La settimana della moda milanese, la serata di premiazione del Gran Premio Marketing e innovazione, i festeggiamenti del centenario de La Gazzetta dello Sport, le tappe del Weekend della degustazione e la parte esterna del Salone del mobile.
Frequentato dallo scrittore Luciano Bianciardi, lo sferisterio appare in una scena del film La vita agra (1964) con Ugo Tognazzi e Giovanna Ralli.

## Interscambi
- Linee autobus ATM: 3, 4, 7, 12, 14, 43, 57
- Metropolitana: fermata: Moscova